# ピンぼけの家族
『ピンぼけの家族』（ピンぼけのかぞく）は、NHK長野放送局制作による「信州発地域ドラマ」として、NHK BSプレミアムにおいて2020年3月4日の水曜22時から22時59分に放送されたテレビドラマ。かつてフィルムカメラの生産地として全盛を極め「東洋のスイス」とも呼ばれた長野県諏訪地域を舞台に、亡き祖母の面影を求めて写真を探す青年が様々な人々との出会いを通じて自分の知らない町の表情にふれていく姿を描く、写真を題材としたオリジナルストーリー。高田亮作。主演は泉澤祐希、ヒロイン役は本作がNHKドラマ初出演となる南沙良。長野県諏訪市出身の藤森慎吾、長野県東御市出身の丸山智己が共演する。

## 製作
2014年1月に放送された『木曽オリオン』に続く、NHK長野放送局制作による地域発ドラマの第2作として制作された。
NHK長野放送局では12年にわたって写真をテーマとした企画『撮るしんスペシャル』を放送して同局を代表する番組となっていることから、写真をテーマにドラマを制作できないか、と本作の企画がスタート。長野県諏訪地域に根付くフィルムカメラ産業により培われた写真の精神と一時代を築いたことによる誇り、産業衰退に伴うやりきれなさと悲哀に満ちた地方の現実を伝えるべく、地域の人びとへの取材に基づいて本作が制作された。脚本は高田亮が担当し、家族を巡る温かい物語をセリフの非常に少ない繊細な作品として書き下ろした。家族にはさまざまな形態がありもとよりはっきりとした形があるものではないことから、「いびつでも家族」をテーマに、いびつさを象徴する言葉として「ピンぼけ」を用いて『ピンぼけの家族』の題名としている。
撮影は長野県諏訪地域にて2019年10月14日から約2週間の予定でオールロケで行われ、クランクイン直前には令和元年東日本台風（台風19号）によって長野県内は大きな被害がもたらされ撮影への影響が心配されたが、10月14日クランクイン予定だったものが翌日になった程度で無事に撮影が行われた。また、2019年度から実施しているNHK長野放送局とテレビ信州との共同企画の一環で、テレビ信州アナウンサー（放送時点）の伊東陽司と鈴木恵理香が出演した。なお、NHK長野放送局所属アナウンサー（放送時点）の 川口由梨香も本作にエキストラ（陽菜の同級生役）として出演している。
制作に先立つ現地取材で地域の人びとから話を聞き写真を見せてもらった時の感覚を反映させたいとして作中に「ドキュメントパート」を採用し、かつてフィルムカメラ生産に従事していた、または当時をよく知る地域の人びとが実際に出演してエピソードを語っている。作中に登場する写真はすべて本物であり、うち8割以上は地域の人びとが撮影したものを借りた5,000枚以上の写真が用いられている。

## あらすじ
東京で働く28歳の斉藤裕介は、祖母の介護を口実に仕事を辞めて東京から諏訪に帰郷する。早々に祖母は亡くなるが、葬儀の際に遺影として使われたのは引き伸ばされてピンぼけとなった写真。祖母が映った写真はいくら探しても見つからなかったからだ。そのことを疑問に思った裕介は祖母が生前親交のあった人たちを次々と訪ねて祖母が映った写真を探すことに奔走する。その行動の裏には祖母に対するある思いも秘められていた。また祖母の遺品であるカメラを修理に出したことをきっかけに田村や寺島、坂本たちと知り合う。そしてそのカメラの中にはフィルムが残されており現像をしてもらうことに。裕介は自分の知らなかった祖母の面影や賑やかだった諏訪の風景を残された写真や人びとの記憶によって知るのだった。
裕介がアルバイトをしている諏訪湖の貸しボート屋に向かうと、湖上のボートから大声で叫ぶ声が。声の主は諏訪の高校に通う宮下陽菜。陽菜は両親が離婚することをなかなか受け入れられず、そうすることで発散していたのだった。鳥が驚くからと裕介や茅野からそのことを咎められ怒って帰っていく。その日以来、お年寄りたちとアルバムを見て談笑する裕介を町のあちこちでやたら目にするようになった陽菜。裕介が何をやっているのか興味を持ち自ら声をかける。その内容を知った陽菜は行動を共にするようになる。次第に打ち解け合う2人はお互いの抱えた秘めた思いについて語りはじめる。
寺島の店で現像された写真を受け取る裕介。フィルムの劣化がひどく現像できたのはたった1枚。そこに映されたものを見た裕介は幼い頃の光景を鮮やかに思い出し胸を熱くするのだった。

## 登場人物
斉藤裕介（さいとう ゆうすけ）〈28〉
演 - 泉澤祐希
平凡な青年。周囲に流され東京の大学に進学してそのまま就職するものの、祖母の介護を機に帰郷し諏訪湖の貸しボート屋でアルバイトする。
宮下陽菜（みやした ひな）
演 - 南沙良
諏訪の学校に通う女子高生。誰にも言えない思いを抱えており、湖のボートに乗り叫ぶことで発散している。写真探しをする裕介と行動を共にする。
斉藤裕子（さいとう ゆうこ）
演 - 手塚理美
裕介の母。裕介が幼い頃に離婚。仕事で家を留守にしがちで裕介の面倒は自身の母である祖母に任せきり。
牛山拓也（うしやま たくや）
演 - 藤森慎吾
裕介の幼なじみ。裕介の兄的存在でゲストハウス兼バーを経営している。
宮下洋治（みやした ようじ）
演 - 丸山智己
陽菜の父。最初は裕介と陽菜の関係を疑うが、次第に理解を示すようになる。
坂本邦彦（さかもと くにひこ）
演 - 有福正志
フィルム写真愛好家。過去に田村と同じ精密機器メーカーで働いていた。
寺島圭一（てらしま けいいち）
演 - 大塚洋
老舗カメラ店「寺島カメラ」店主。壊れたカメラを持ってきた裕介を「タムラリペアリング」へ案内する。
田村郁男（たむら いくお）
演 - 柄本明
フィルムカメラ修理技師。下諏訪町のフィルムカメラ修理工房「タムラリペアリング」技術者兼経営者。地元カメラメーカーの修理部門で働いていたがカメラ事業撤退を機に退職し独立する。
斉藤晴代（さいとう はるよ）
演 - 茅島成美
裕介の祖母。
茅野
演 - 新名基浩
裕介のバイト仲間。

## スタッフ
- 脚本 - 高田亮
- 音楽 - コトリンゴ
- 主題歌 - コトリンゴ「ポートレート」
- 演出 - 木村優希（NHK長野）
- 制作統括 - 夜久恭裕（NHK長野）、菓子浩
- カメラ修理指導 - 原喜一、門脇岳人
- ことば指導 - 藤原由希美
- 写真撮影指導・劇中スチール撮影 - 吉野彩香、大村樹里、江川智也
- 撮影協力 - 諏訪市、下諏訪町、岡谷市、茅野市、NPO法人匠のまちしもすわあきないプロジェクト
- 制作 - NHK長野放送局

## 関連番組
- 信州発地域ドラマ“ピンぼけの家族”PR「信州・諏訪ほっこり散歩」（2020年2月13日ほか、NHK BSプレミアム）
出演：泉澤祐希、南沙良

- 知るしん 信州を知るテレビ「私の写真ものがたり〜『ピンぼけの家族』俳優たちが語る〜」（2020年2月28日、NHK BSプレミアム）
出演：泉澤祐希、南沙良、柄本明、手塚理美、丸山智己
2019年11月8日、NHK総合（長野県域）にて放送。

- 知るしん 信州を知るテレビ「地上波初放送！”ピンぼけの家族”直前ＳＰ」（2020年7月10日、NHK総合（長野県域））

- イブニング信州「ピンぼけの家族あの人も出演」（2020年7月15日、NHK総合（長野県域））[11]